# 56e cérémonie des Filmfare Awards

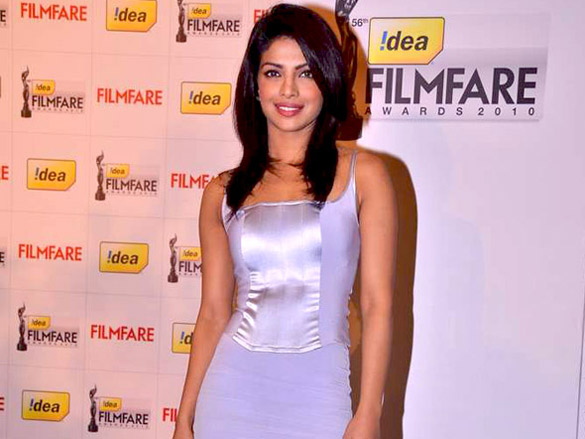
Priyanka Chopra à la 56ème cérémonie des Filmfare Awards

La 56e cérémonie des Filmfare Awards présentée par Ranbir Kapoor et Imran Khan, s'est déroulée aux studios Yash Raj Films (Mumbai) le 29 janvier 2011, c'est-à-dire un mois plus tôt que de coutume. Si les prix du public les plus enviés, Meilleur film à Dabangg, Meilleur acteur à Shahrukh Khan, Meilleure actrice à Kajol et Meilleur réalisateur à Karan Johar, sont allés à des grosses productions et à des stars, Udaan, première réalisation de Vikramaditya Motwane au budget modeste, rafle sept récompenses dont celle du Meilleur film attribuée par les critiques.

## Palmarès

### Récompenses populaires
| Catégorie                             | Lauréat |
| Meilleur film                         | Dabangg réalisé par Abhinav Kashyap avec Salman Khan et Sonakshi Sinha                                                                          |
| Meilleur réalisateur                  | Karan Johar (My Name Is Khan) |
| Meilleur acteur                       | Shahrukh Khan (My Name Is Khan) |
| Meilleure actrice                     | Kajol (My Name Is Khan) |
| Meilleur acteur dans un second rôle   | Ronit Roy (Udaan) |
| Meilleure actrice dans un second rôle | Kareena Kapoor (We Are Family) |
| Meilleur acteur débutant              | Ranveer Singh (Band Baaja Baaraat) |
| Meilleure actrice débutante           | Sonakshi Sinha (Dabangg) |
| Meilleur compositeur (chansons)       | Sajid-Wajid et Lalit Pandit (Dabangg) |
| Meilleur parolier                     | Gulzar, pour la chanson Dil Toh Bachcha Hai Ji (Ishqiya)                                                                                        |
| Meilleur chanteur de play-back        | Rahat Fateh Ali Khan, pour la chanson Dil Toh Bachcha Hai Ji (Ishqiya)                                                                          |
| Meilleure chanteuse de play-back      | Mamta Sharma, pour la chanson Munni Badnaam Hui (Dabangg) conjointement avec Sunidhi Chauhan, pour la chanson Sheila Ki Jawani (Tees Maar Khan) |

### Récompenses des critiques
| Catégorie         | Lauréat                       |
| Meilleur film     | Udaan de Vikramaditya Motwane |
| Meilleur acteur   | Rishi Kapoor (Do Dooni Chaar) |
| Meilleure actrice | Vidya Balan (Ishqiya)         |

### Récompenses spéciales
- Filmfare d'honneur pour l'ensemble d'une carrière : Manna Dey (chanteur)
- Nouveau talent musical (récompense « RD Burman ») : Sneha Khanwalkar (Love Sex aur Dhokha)
- Meilleure scène : Golmaal 3
- Prix pour ses 40 ans de carrière : Amitabh Bachchan

### Récompenses techniques
| Catégorie                      | Lauréat                                                                  |
| Meilleure histoire             | Anurag Kashyap et Vikramaditya Motwane (Udaan)                           |
| Meilleur scénario              | Anurag Kashyap et Vikramaditya Motwane (Udaan)                           |
| Meilleurs dialogues            | Habib Faisal (Do Dooni Chaar)                                            |
| Meilleure photographie         | Mahendra Shetty (Udaan)                                                  |
| Meilleure direction artistique | Mukund Gupta (Do Dooni Chaar)                                            |
| Meilleure chorégraphie         | Farah Khan (Sheila Ki Jawani dans Tees Maar Khan)                        |
| Meilleur son                   | Pritam Das (Love Sex aur Dhokha) conjointement avec Kunal Sharma (Udaan) |
| Meilleurs costumes             | Varsha and Shilpa (Do Dooni Chaar)                                       |
| Meilleurs effets spéciaux      | Non attribué                                                             |
| Meilleure action               | Vijayan Master (Dabangg)                                                 |
| Meilleure musique              | Amit Trivedi (Udaan)                                                     |
| Meilleur montage               | Namrata Rao (Love Sex aur Dhokha)                                        |

## Les nominations
- Meilleur film : Dabangg, Band Baaja Baaraat, My Name Is Khan, Peepli Live, Udaan

- Meilleur réalisateur : Karan Johar (My Name Is Khan), Abhinav Kashyap (Dabangg), Manish Sharma (Band Baaja Baaraat), Sanjay Leela Bhansali (Guzaarish), Vikramaditya Motwane (Udaan)

- Meilleur acteur : Shahrukh Khan (My Name Is Khan) ; Ajay Devgan (Once Upon a Time in Mumbaai) ; Hrithik Roshan (Guzaarish) ; Salman Khan (Dabangg) ; Ranbir Kapoor (Raajneeti)

- Meilleure actrice : Kajol (My Name Is Khan) ; Aishwarya Rai (Guzaarish) ; Anushka Sharma (Band Baaja Baaraat ; Kareena Kapoor (Golmaal 3) ; Vidya Balan (Ishqiya)

- Meilleur acteur dans un second rôle : Ronit Roy (Udaan) ; Arjun Rampal (Raajneeti) ; Arshad Warsi (Ishqiya) ; Emraan Hashmi (Once Upon a Time in Mumbaai) ; Manoj Bajpai (Raajneeti) ; Nana Patekar (Raajneeti)

- Meilleure actrice dans un second rôle : Kareena Kapoor (We Are Family) ; Amrita Puri (Aisha) ; Prachi Desai (Once Upon a Time in Mumbaai) ; Ratna Pathak (Golmaal 3) ; Supriya Pathak (Khichdi: The Movie)

- Meilleur compositeur : Sajid-Wajid et Lalit Pandit (Dabangg) ; Pritam (Once Upon a Time in Mumbaai) ; Shankar-Ehsaan-Loy (My Name Is Khan) ; Vishal-Shekhar (Anjaana Anjaani et I Hate Luv Storys) ; Vishal Bhardwaj (Ishqiya)

- Meilleur parolier : Gulzar pour Dil Toh Bachcha Hai Ji (Ishqiya) ; Niranjan Iyengar pour Sajda et Noor-e-Khuda (My Name Is Khan) ; Faiz Anwar pour Tere Mast Mast (Dabangg) ; Vishal Dadlani pour Bin Tere (I Hate Luv Storys)

- Meilleur chanteur de play-back : Rahat Fateh Ali Khan pour Dil Toh Bachcha Hai Ji (Ishqiya) et pour Sajda (My Name Is Khan) ; Adnan Sami et Shankar Mahadevan pour Noor-e-Khuda  (My Name Is Khan) ; Mohit Chauhan pour Pee Loon (Once Upon a Time in Mumbaai) ; Shafqat Amanat Ali pour Bin Tere (I Hate Luv Storys)

- Meilleure chanteuse de play-back : Mamta Sharma pour Munni Badnaam Hui (Dabangg) ; Sunidhi Chauhan pour Sheila Ki Jawani (Tees Maar Khan) et pour Udi (Guzaarish) ; Shreya Ghoshal pour Bahara (I Hate Luv Storys) et pour Noor-e-Khuda (My Name Is Khan)